# Heinz Spoerli

Heinz Spoerli (l.) in Zürich-Kloten 1999

Heinz Spoerli (* 8. Juli 1940 in Basel) ist ein Schweizer Choreograf.

## Leben
Heinz Spoerli begann mit 17 professionell Ballett zu trainieren. Mit 19 erhielt er in Basel in einem Ballett von Waclaw Orlikowsky sein erstes Engagement. Von 1963 bis 1973 folgten Engagements als Solist in Köln unter Todd Bolender, beim Royal Winnipeg Ballet, bei den Grands Ballets Canadiens in Montreal, am Theater Basel sowie am Grand Théâtre de Genève. Ab 1967 entstanden erste choreografische Arbeiten. Der Durchbruch als Choreograf gelang Spoerli 1972 mit Le chemin am Genfer Theater.
Ab 1973 wirkte Heinz Spoerli zuerst als Chefchoreograf, dann als Ballettdirektor am Basler Theater. Er schuf zahlreiche neue Tanzwerke und erarbeitete sich einen hervorragenden internationalen Ruf als Choreograf von abendfüllenden Handlungsballetten und von stilvollen Neuinterpretationen klassischer Ballette, darunter La Fille mal gardée, Giselle, Coppélia, Romeo und Julia, Der Nussknacker, Schwanensee und La Belle Vie. Hinzu kamen zeitgenössische Ballette und pointierte Kurzformen wie Chäs, Miniaturen, Dead End und Loops.
Als Choreograf arbeitete Spoerli unter anderem an der Pariser Oper, der Wiener Staatsoper, der Mailänder Scala, in Berlin, Hongkong, Lissabon, Stockholm, Stuttgart und Graz. Von 1991 bis 1996 bekleidete Spoerli die Position des Ballettdirektors an der Deutschen Oper am Rhein in Düsseldorf. In dieser Zeit entstanden Neuinszenierungen unter anderem von Schwanensee, Dornröschen und Josephs Legende sowie Spoerlis tänzerische Version von Bachs Goldberg-Variationen. Von 1996 bis 2012 war er Ballettdirektor und Choreograf am Opernhaus Zürich.

## Auszeichnungen
- 1982: Hans Reinhart-Ring
- 1991: Kunstpreis der Stadt Basel
- 1995: Jacob-Burckhardt-Preis der Goethe-Stiftung zu Basel
- 2000: Preis für Choreographie der Europäischen Kulturstiftung
- 2002: Officier de l’ordre des arts et des lettres
- 2003: Goldene Ehrenmedaille des Regierungsrates des Kantons Zürich
- 2007: Kunstpreis der Stadt Zürich
- 2009: Deutscher Tanzpreis
- 2009: Deutscher Kritikerpreis in der Sparte «Tanz»
- 2012: Zürcher Festspielpreis